# Sōka gakkai
 (21 mars 2024).
La Sōka gakkai (創価学会) (« Société pour la création de valeurs ») est un mouvement bouddhiste moderne fondé en 1930 au Japon par Tsunesaburō Makiguchi et Jōsei Toda.
Mouvement pédagogique à l'origine, l'organisation s'est transformée après la Seconde Guerre mondiale pour devenir une branche laïque de l'école bouddhiste Nichiren Shōshū. Elle est classée au Japon parmi les « nouvelles religions » (shinshūkyō). La Soka Gakkai dispose, principalement au Japon, d'un poids financier important, d'un groupe de presse et d'édition. Elle  est à l'origine d'un parti politique, le Kōmeitō, fondé en 1964 par Daisaku Ikeda, aujourd'hui membre du gouvernement japonais.
La Soka Gakkai  s'est développée à l'international entre 1960 et aujourd'hui, jusqu'à rassembler 12 millions de fidèles, dont 8 millions au Japon, dans 192 pays. Cependant, ces chiffres ne sont accrédités par aucun décompte indépendant. D'après des travaux d'universitaires, le nombre d'adhérents au Japon serait plus proche de 2 à 3% de la population du pays, soit entre 2,4 et 4 millions de personnes.
Le mouvement s'est fait connaître dans le monde, non sans susciter des controverses, en particulier du fait de son prosélytisme soutenu, voire agressif, se basant sur la pratique du shakubuku, mais qui assure l'avoir ensuite adouci,. La Sōka Gakkai, parfois soupçonnée de « dérives sectaires » au Japon, mais aussi en France, au Canada et aux Etats-Unis, décide de publier en 2009 un dossier de réponse aux accusations, sans que cela ne lève les suspicions.

## Historique

### Fondation

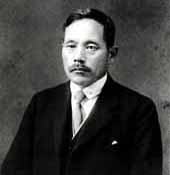
Tsunesaburō Makiguchi.

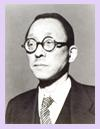
Jōsei Toda.

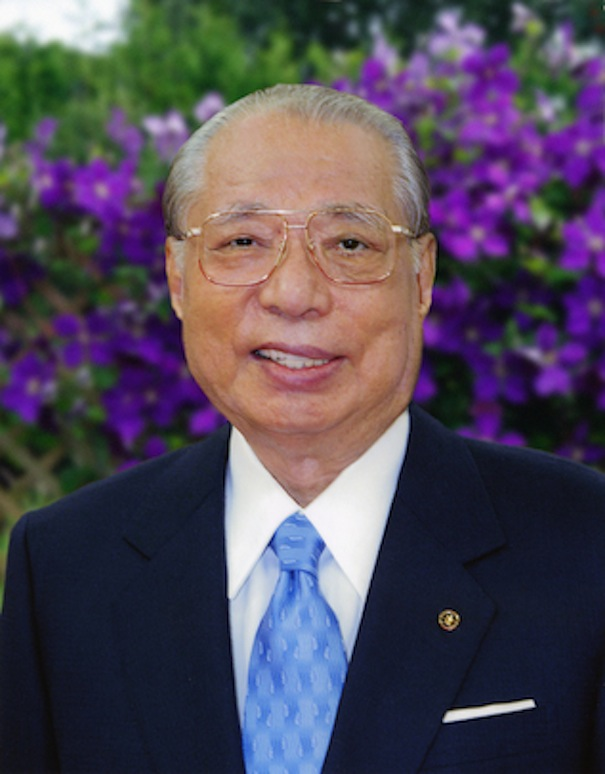
Daisaku Ikeda en 2010.

Le mouvement est fondé en 1931 sous le nom de Sōka Kyōiku Gakkai (創価教育学会), littéralement « Société pour une éducation créatrice de valeurs » par Tsunesaburō Makiguchi (牧口 常三郎), éducateur et directeur d’école primaire et son disciple Josei Toda. L'association a d'abord pour but d'aider à la réforme de Makiguchi dans le domaine éducatif et elle se développe au début parallèlement à la sortie des volumes de la Pédagogie de la Création des Valeurs.
Influencé par des auteurs japonais ou occidentaux tels Yanagida, Shiga, Dewey, Ward, Durckheim, Fabre, Tsunesaburo Makiguchi développe une méthode pédagogique empirique, respectueuse de l'enfant et de son développement et une philosophie créatrice de valeurs que soutiendront ses successeurs. Dans une quête spirituelle il choisit de se convertir au bouddhisme de la Nichiren Shōshū, et rapproche ses théories pédagogiques des enseignements de Nichiren, élargit son auditoire et transmet à son tour sa vision du bouddhisme lors de premières « réunions de discussion ». En 1936 les premiers adeptes tiennent leur premier cours d'été au Temple Principal de la Nichiren Shōshū. L'association formalise son existence en 1937.

### Seconde Guerre mondiale
Sous surveillance du gouvernement japonais pendant la Seconde Guerre mondiale, les organisations religieuses sont sommées d'accepter le talisman d'Ise, symbole du shintoïsme d'État. La plupart acceptent cet ordre impérial, mais Tsunesaburō Makiguchi et Jōsei Toda (戸田 城聖), son disciple, refusent et sont incarcérés avec les principaux responsables de la Sōka Kyōiku Gakkai. L'association est dissoute en 1941. En 1944, à l’âge de 74 ans, Makiguchi meurt pendant son incarcération.
En 1945, les États-Unis occupent le Japon et instaurent la liberté religieuse dans laquelle s'engouffreront les “nouvelles religions” (shinshūkyō: Reiyukai, Risshō Kōsei Kai, etc.).
Fidèle au serment de son maître, Toda abandonne son prénom (Jogai — qui signifie « en dehors du château » —) pour  celui de Josei, « le sage du château ». Il crée alors la « Société pour la création de valeurs » (Sôka Gakkai) dont la mission est de réaliser kōsen-rufu (et qui deviendra en 1991 un mouvement religieux laïque).

### Activités politiques
En 1956, le mouvement fait élire à la Chambre Haute du Parlement japonais de ses candidats.
En 1959, les 6 candidats du mouvements récoltent ensemble 3 millions de voix.
Après l'arrivée, le 3 mai 1960, de Daisaku Ikeda (池田 大作), proche disciple de Jōsei Toda, à la présidence, la Soka Gakkai annonce que le nombre de familles pratiquantes passe à 6 millions dès 1966, puis à 7,5 millions en 1971. Le nombre de foyers se stabilisera aux alentours de 8 millions au Japon, d'après des chiffres internes et contestés.
Dès 1961, Daisaku Ikeda entreprend une série de voyages (États-Unis, Brésil, Europe) pour rencontrer les pratiquant(e)s qui se sont expatrié(e)s dès les années 1950, dynamiser une organisation naissante et nommer de nouveaux responsables.
En 1962, le mouvement dispose de 15 élus à la Chambre Haute et de 2 600 000 adhérents.
Le parti est rebaptisé Komeito en 1964, et fait son entrée en 1967 à la Chambre basse (Chambre des représentants, qui élit le Premier ministre) avec 25 élus. La Sōka Gakkai et le Kōmeitō, se séparent officiellement en 1970, en particulier « sous la pression de l'opinion publique », après que des responsables du parti ont été accusés d'avoir saboté la publication d'un livre critique envers le Komeito et la Soka Gakkaï.
Malgré une séparation officielle en 1974, le Komeito est toujours soutenu et contrôlé par la Soka Gakkai.
En 1975 Daisaku Ikeda crée la Soka Gakkai internationale (Soka Gakkai International (en)) (SGI) qui fédère à l'époque les 51 organisations nationales. La SGI annonce regrouper 192 organisations nationales actives et 12 millions de membres à partir des années 1990. Mais le chiffre est soumis à caution. D'après les travaux de l'universitaire américain Levi McLaughlin, le nombre d'adhérents au Japon serait plus proche de 2 à 3% de la population du pays, soit entre 2,4 et 4 millions de personnes.

## Diffusion
La Sôka gakkai édite un journal depuis 1951, le Seikyô Shimbun. En 1997, il revendiquait un tirage de 5,5 millions, mais ce chiffre est  contesté. Contrairement aux autres grands quotidiens japonais, le journal n'est ni membre du Japan Newspaper Publishers and Editors Association (en) ni du Japan Audit Bureau of Circulations (ja) qui compilent officiellement chaque année les nombres de tirages.

## Croyance

### Idéologie
La Sōka Gakkai se fonde sur les enseignements du moine japonais Nichiren (1222-1282). Sensible “aux fléaux naturels et sociaux que subissait son pays” Nichiren, après avoir étudié les enseignements (sutras) de Shakyamuni (Siddharta Gautama), déduira qu'ils étaient la conséquence de la disparition du bouddhisme véritable.
ll concentre sa pratique sur l'enseignement de Shakyamuni du Sūtra du Lotus : tout être humain possède l'état de bouddha et peut l'activer en récitant Nam-myōhō-renge-kyō (le titre du Sūtra, daïmoku). Pour Nichiren, ni Shakyamuni ni Tiantai n’ont transmis cette pratique bien qu'elle soit au cœur de ses  enseignements du bouddhisme mahayana, parce qu'à chaque époque correspond un mode de transmission. Nichiren retranscrit ensuite son illumination dans un mandala, le Gohonzon de Nichiren. Ce mandala représente graphiquement "la cérémonie dans les airs", décrite par Shakyamuni, tenue au Pic de l'Aigle, le cœur du Sūtra du Lotus, qui rassemble autour de Nam-Myōhō-Renge-Kyō (la « tour aux trésors »), des noms de personnages historiques, de figures mythiques, de bouddhas, bodhisattvas et de divinités bouddhiques. L’ensemble de ces archétypes permet aux fidèles (ou pratiquants) de méditer sur eux-mêmes, sur la présence constante des dix états de vie en chacune et chacun ; ainsi l’observation de son esprit, de son cœur, conduit à révéler la bouddhéité inhérente à sa vie.
Le principe de base du bouddhisme de Nichiren est simple : réciter ce mantra permet de développer sa bouddhéité. Nichiren a développé plusieurs concepts pour soutenir son enseignement qu'il tenait de sa formation dans l'école Tendaï, de l'étude du Sūtra du Lotus et d’autres enseignements qu'il transmettra dans les lettres écrites, à ses disciples, les "traités" clarifiant son enseignement en citant ses sources, parfois pour admonester les autorités (Rissho Ankokuron) parfois, à la fin de sa vie, oralement (dans le Recueil des Eneignements oraux, Ongi Kuden retranscrits par Nikkō Shōnin (en), le disciple à l'origine de la lignée de la Nichiren Shōshū.
Tous ces écrits seront rassemblés par Joseï Toda dans le Gosho Zenshu, Œuvres complètes des écrits de Nichiren en avril 1952. La lecture de ces écrits et de leurs commentaires par son disciple forment l’étude, soit l'un des trois principes de base (foi, pratique, étude) du bouddhisme Nichiren.
Principaux concepts :
- “Foi, pratique, étude”. Un triptyque qui doit permettre au pratiquant de se soutenir dans son chemin vers la bouddhéité. La croyance se prouve par les effets de la pratique, soutenue par l'étude des textes.
- “La foi équivaut à la vie quotidienne”, soit la préoccupation des défis du quotidien[29].
- “Ichinen Sanzen”, « trois mille mondes en un instant de vie » définis par : les “Dix mondes (ou états de vie)” et leur inclusion mutuelle, combinant les “Dix facteurs (ou modalités de vie)”, dans les “Trois niveaux d’existence (ou domaines de l’existence) (10x10x10x3), est le principe énoncé par le grand maître Tiantai (Tendaï Chih-I[30] ou Zhiyi) dans Grande concentration et intuition (Maka Shikan) et que Nichiren concrétise avec le Gohonzon, concrétisation de Nam-Myoho-Renge-Kyo, essence du Sūtra du Lotus.
- “Les désirs mènent à l'illumination”. Apprendre ainsi à « changer les turbulences négatives de la vie en vagues qui nous poussent vers la bonté. »[31].
- La “non-dualité du corps et de l'esprit” et la “non-dualité des êtres et de leur environnement” : non-dualités ou unité.
- “L’unité du maître et du disciple”[32], un des principes fondateurs de la Soka Gakkaï, qui relient les membres du monde entier au président de l'organisation.

### Pratique religieuse
L'étude de cet enseignement du bouddhisme mahayana est basée sur la lecture et la compréhension des écrits de Nichiren, le maître fondamental. Nichiren Daishonin explique le Sūtra du Lotus en 28 chapitres enseigné en Inde par Shakyamuni au cours des dernières années de sa vie ; dans ses écrits (lettres et traités) il utilise comme référence les commentaires de Tiantai en Chine et de son école Tendaï introduite au Japon par Saichō appelé aussi Dengyō. L’atteinte de la bouddhéité est rendue accessible aux gens du commun par la foi, la pratique et l’étude : « Vous ne devez pas seulement persévérer vous-même ; vous devez aussi enseigner aux autres. Pratique et étude proviennent toutes deux de la foi. Enseignez aux autres au mieux de vos capacités, ne serait-ce qu’une phrase. »,, (voir aussi la pratique de shakubuku et shōju).
En plus d'une pratique religieuse révisée de celle instituée par la Nichiren Shōshū, la Soka Gakkaï va modifier l'objet de culte (honmon no gohonzon) : elle ne distribuera plus le gohonzon des Grands Patriarches de la Nichiren Shoshu mais celui de Nichikan Shonin (moine réformiste et administrateur de l'école Fuji 1665-1726), ce qui lui permet de se démarquer un peu plus de la Nichiren Shoshu.
Le rôle de l'ordre monastique dans la pratique et la référence au Grand Patriarche sont supprimés, et organisent avec leurs ministres du culte la réception de l'objet de culte, le Gohonzon, les offices et cérémonies religieuses (mariages, cérémonies funéraires) (art. 15 et 22 Constitution Soka). La foi des pratiquants continue à s'articuler autour du Gohonzon de Nichiren, du Daimoku (Nam-myōhō-renge-kyō) et de l'étude des écrits de Nichiren. Avec les “Trois Grandes Lois ésotériques (ou cachées)” devenues “Trois Lois sacrées et révélées”, la troisième Loi (Honmon no Kaidan) redéfinit le lieu de pratique en tant que lieu sacré : “L’autel bouddhique où est enchâssé le Gohonzon, (domicile du pratiquant, lieu de culte) est le lieu de pratique de Gongyo et Daimoku” (art.13 constitution Soka).

## Dans le monde
Cette section ne s'appuie pas, ou pas assez, sur des sources secondaires ou tertiaires indépendantes du sujet. Le texte peut contenir des analyses inexactes ou inédites de sources primaires.
Pour l'améliorer, ajoutez-en, ou placez des modèles {{Source secondaire souhaitée}} ou {{Source secondaire nécessaire}} sur les passages mal sourcés. (juillet 2020)

### France
Le mouvement est installé en France depuis 1966. Elle publie des périodiques en français. En 2000, elle disposait de 10 000 adeptes.

#### Histoire
Le consistoire Soka du bouddhisme Nichiren est “le garant des intérêts supérieurs du culte dans le pays” (art. 21 constitution Soka). Les trois associations sont dirigées par des Français mais leurs noms demeurent confidentiels. Les fidèles ne sont pas membres de l'association

#### Organisation
Depuis les années 1960, selon le modèle japonais, le mouvement s'est organisé autour de réunions de discussions tenues par les fidèles à domicile. Ces "réunions de discussion ou d´étude", libres d'accès, se tiennent une à deux fois par mois et rassemblent les pratiquants autour d'un sujet d'ordre général ou d'une thématique d'étude. Mais le déroulement des réunions a pu être perçu comme coercitif, déclenchant plusieurs polémiques et controverses en France.
Les fidèles adhérent aux valeurs du bouddhisme de Nichiren lors de la réception de l'objet de culte (le Gohonzon) et deviennent adhérents de l'ACSBN (Association cultuelle Soka du bouddhisme de Nichiren), mais ils n'ont pas l'obligation de cotiser ni pour cette association ni pour l'ACSF (Association culturelle Soka de France). Ils n'ont pas de statut officiel au sein de ces associations et n'y ont donc pas de représentants élus, même s'ils peuvent participer à leur gestion.
On compte cinq centres Soka en France (Sceaux, Trets, Nantes, Chartrettes et Paris), qui revendiquent entre 10 000 et 20 000 participants[réf. nécessaire] aux réunions.

#### Financement
L'organisation repose sur les dons pour constituer son budget de fonctionnement. Dans le bouddhisme pratiqué par la Soka Gakkai, le don financier par le fidèle fait partie de la révolution humaine, et doit être utilisé comme un moyen de développement personnel. Les dons sont encouragés pendant la période du printemps et sont également possibles lors d'événements importants, comme la cérémonie du nouvel an, ou à la remise des Gohonzons.
L'antenne française a également été financée par la maison-mère japonaise, et divers placements financiers.
Elle possède un patrimoine immobilier composé de plusieurs immeubles à Nantes et en région parisienne, du Château du Pré à Chartrettes, de plusieurs propriétés à Bièvres (91) dont le château des Roches - acquis en 1989 et reconverti en Maison Littéraire de Victor Hugo - et d'un centre cultuel à Trets (13). C'est ce qu'indiquait alors le rapport d'une commission d'enquête parlementaire, qui l'évaluait à 140 millions de francs.
Le budget de l'organisation couvre l'entretien de ce patrimoine, acquis en partie grâce à l'aide de la Soka Gakkaï Japon, les frais de fonctionnement (avec une vingtaine de salariés) et l'organisation d'événements. Tous les pratiquants sont bénévoles.
En 1990 et 1991, la Soka Gakkai France a fait l'objet d'un redressement fiscal de 16,8 millions de francs pour ne pas avoir déclaré des activités imposables entre 1987 et 1990.

#### Commission d'enquête parlementaire
La commission, crée en 1995 et composée de membres du Parlement, a classé dans son rapport la Soka Gakkai France parmi d'autres mouvements sectaires implantés en France, tels que l'Église de Scientologie ou les Témoins de Jéhovah. Le contenu de cette liste de est aujourd'hui considéré comme obsolète, tant par le gouvernement que les parlementaires.
Une seconde commission rendra un rapport sur "Les sectes et l'argent" en 1999, et une troisième commission sur la protection des mineurs en 2006.
Ces rapports se basent sur des informations fournies par les Renseignements généraux et par des associations spécialisées, telle l'UNADFI.
La Soka Gakkai a publié plusieurs communiqués pour contester leurs arguments.

## Controverses et polémiques
Selon Dennis Gira, « les bouddhistes, en France et ailleurs, ne sont pas tous d'accord pour considérer cette tradition comme authentiquement bouddhiste. On peut les comprendre un peu parce que la Sôka Gakkai se présente souvent elle-même comme la seule vraie forme de bouddhisme. »

### Nombre de pratiquants
La Soka Gakkai annonce 12 millions de membres à travers le monde depuis les années 1990. Le chiffre avancé est le même depuis une trentaine d'années et n'a jamais été révisé. Il serait composé de 8,27 millions de foyers au Japon, et 2,8 millions de personnes à l'étranger, selon le site internet de l'organisation. Ces chiffres sont cependant controversés, et impossibles à vérifier car il n'en existe aucun décompte indépendant.
D'après les recherches de l'universitaire américain Levi McLaughlin, sociologue des religions et spécialiste de la Soka Gakkai : "Il est par ailleurs difficile d'évaluer le nombre de membres de la Gakkai, car la Sōka Gakkai ne communique pas le nombre de ses membres au gouvernement national. Ils ne figurent pas dans le Shūkyō nenkan, le rapport annuel sur l'affiliation religieuse publié par le ministère de l'Éducation, de la Culture, des Sports, de la Science et de la Technologie (MEXT)".
La Soka Gakkai prétend également être implantée dans 192 pays et territoires - sur 193 Etats membres de l'ONU, et 197 pays au total - mais il n'existe aucune liste des pays concernés. Elle annonce avoir des antennes dans 90 pays, mais leur liste n'a jamais été rendue publique. Le site internet de l'organisation répertorie cependant 52 pays où sont implantés ses bureaux.
Au Japon, la Soka Gakkai annonce avoir pour pratiquants 8,27 millions de foyers. Un foyer correspondant à environ trois personnes, ce chiffre est soumis à caution. Selon la chercheuse américaine Jacqueline I. Stone : "La Soka Gakkai revendique aujourd'hui 8,27 millions de familles membres. Comme la plupart des statistiques religieuses autodéclarées, ce chiffre est gonflé".
Levi McLaughlin précise que le nombre véridique des membres de l'organisation pourrait être divisé par quatre : "Aujourd'hui, le groupe compte, selon ses propres dires, 8,27 millions de foyers au Japon et plus de 1,5 million d'adeptes dans 192 pays à l'étranger. Des études récentes remettent en cause ces chiffres et évoquent un chiffre avoisinant les deux pour cent de la population japonaise".

### Au Japon
La Sōka Gakkai s'est retrouvée au cœur de controverses de tous ordres : religieux, politique et financier. C'est encore aujourd'hui l'une des nouvelles religions les plus controversées au Japon.
L'organisation est notamment accusée d'avoir fait pression sur des éditeurs japonais pour empêcher la publication de livres compromettants.
En 1991, elle est poursuivie par le fisc japonais pour avoir soustrait à l'impôt 2,3 milliards de yens, obtenus dans le cadre de transactions sur des pierres tombales.

### Aux États-Unis
Comme au Japon, la Soka Gakkai a été critiquée par la presse aux États-Unis du fait de méthodes jugées « agressives » de prosélytisme et conversion. La SGI-USA affirme avoir par la suite fait marche arrière quant à son approche,.

### En France
En France, la Soka Gakkai a été l’objet de diverses controverses relayées dans les médias, surtout à partir de la fin des années 1980.

#### Controverse concernant la pratique religieuse
En 1999, dans un procès de la Soka Gakkai France contre Le Dauphiné Libéré, le tribunal de grande instance d'Annecy l'a déboutée de sa plainte entérinant le journal dans ses propos : la récitation du mantra est présentée comme une obligation, décrite comme « dangereuse et objectivement déshonorante ». Ce tribunal cite les « effets aliénants », le « déséquilibre psychologique » générés par le mantra, « l'intolérance de la doctrine ajoutée aux sentiments de persécution » qui « envahit peu à peu les adeptes ».

##### Accusations de prosélytisme et d’intolérance
Les opposants à la Soka Gakkaï dénoncent la profession de foi par la réfutation des autres doctrines religieuses (jap. shakubuku), pratique fréquemment reprochée. La réfutation systématique et le prosélytisme militant des débuts du mouvement en France, son exclusivité doctrinale, entretenant la méfiance et l'hostilité du public vis-à-vis de la Sōka Gakkai française et de son action : dans le cadre des commissions d'enquête parlementaires sur les sectes en France, le rapport de la MILS en 1995 stipule que : « la Sōka Gakkai prétend enseigner (malgré le schisme de 1990 [en fait, 1991] avec Nichiren Shoshu la doctrine de Nichiren, moine bouddhiste du XIIIe siècle qui professait une version nationaliste et intolérante du bouddhisme ».
À l’inverse, le sociologue Raphaël Liogier signale la capacité d’ouverture et d'acculturation de la Soka Gakkai. Il conteste le caractère « nationaliste » et « intolérant » du bouddhisme de Nichiren, qu'il impute à une erreur d’interprétation. Il écrit : « Il est remarquable (...) que la Soka Gakkai, qui est une organisation activement pacifiste et qui est devenu objectivement antinationaliste, est représentée dans notre pays comme une organisation « sectaire » nationaliste nippone. » À l’origine de ce malentendu, la confusion de l’enseignement de Nichiren avec ses interprétations nationalistes par des courants politiques japonais dits « nichiréniens », au début du XXe siècle, comme le soulignent les sociologues Jacqueline Stone et Ruben Habito.
La sociologue Florence Lacroix a consacré un doctorat à la Sôka Gakkai, intitulé "Sôka Gakkai, anatomie d'un tabou: stratégies d'une secte géopolitique et mondiale et accointances avec Etats, sociétés et système international". D'après elle, l'organisation "présente certaines caractéristiques typiquement sectaires" telles que :
- "une structure pyramidale, avec une bureaucratisation et une multitude de structures qui renforcent le pouvoir du gourou depuis les années 60, M. Ikeda"
- "une pression financière extrêmement forte sur les adeptes nippons . A l’étranger, la pression est moins forte car la consigne est de gagner une bonne image de marque"
- "des mécanismes d’emprise sur les adeptes, avec une déréalisation, la construction d’un "isolat culturel", une dépendance totale provoquée et entretenue par des procédés de mobilisation psychologique et par un contrôle de l’espace-temps des adeptes"
- "une doctrine pseudo-religieuse (manipulation et dévoiement de concepts religieux à des fins de pouvoir) qui légitime les activités politiques de la secte, car les objectifs de M. Ikeda et de la Soka Gakkai sont d’ordre purement politique"
- "un parti politique, le contrôle d’un électorat flottant de 6 à 8 millions de bulletins de vote, le contrôle occulte de parlementaires d’autres partis"
- "l’inflitration bureaucratique de la Soka Gakkai qui a développé des réseaux secrets au sein de grands ministères, dans les milieux juridiques, dans la police des grandes villes"
- "une infiltration à l’étranger aussi avec des réseaux secrets dans les ambassades, les organisations internationales"

### En Italie
Le 16 juin 2025, le tribunal civil de Florence a condamné l'Associazione Italiana Vittime delle Sette (AIVS) pour diffamation à l’encontre de l’Institut Bouddhiste Italien Soka Gakkai (IBISG). Dans cette décision, le juge a reconnu que l’usage réitéré du terme « secte » pour qualifier la Soka Gakkai, ainsi que les accusations non fondées de collusion politique et de pratiques coercitives, portaient atteinte à la réputation d’un culte légalement reconnu par l’État italien. Le tribunal a rappelé que la Soka Gakkai n’est « pas une secte mais un organisme religieux reconnu », et a ordonné la suppression des publications incriminées ainsi que le versement de 35 247 euros de dommages et intérêts. Cette décision marque une jurisprudence importante en matière de protection des confessions religieuses contre les discours stigmatisants.

## Accusations de dérives sectaires en France
La Soka Gakkaï est apparue à plusieurs reprises dans les rapports de la MILS puis de la Miviludes dans le cadre de la commission d'enquête parlementaires sur les sectes en France Dans son rapport de 1999, la MILS indique : « La Sōka Gakkai est, par sa richesse, la troisième secte implantée en France : son patrimoine, acquis en partie grâce aux apports venant de l'organisation mère, représente 240 millions de francs [env. 36 millions d'euros], et son budget annuel atteint, certains exercices, une vingtaine de millions de francs [env. 3 millions d'euros]. » La Sōka Gakkai est donc désignée comme secte en 1996 et 1999 par l'UNADFI,,.
La Miviludes fait régulièrement état dans ses rapports de signalements relatifs aux agissements de la Sokka Gakkai. C'est ainsi le cas en 2005 puis 2006. En 2008, le président de la Miviludes, Jean-Michel Roulet, indique dans une lettre au président de la Soka Gakkai France : "votre mouvement (...) pouvait avoir soulevé des questions à une époque mais (...) ne posait plus de problèmes aujourd'hui".
Cependant, les signalements ont depuis repris, et la Miviludes en comptabilisait 19 en 2017, et dix en 2020.
L'antenne française de la Soka Gakkai a mis en ligne une documentation qui a pour but de contester les accusations de sectarisme à son encontre.

### Alpha
1. ↑  Un article parle de 1937[8].